# セッションズ (ビートルズのアルバム)
『セッションズ』（Sessions）は、ビートルズの未発表コンピレーションである。1984年11月に発売される予定だったが、ポール・マッカートニーのアルバム『ヤァ!ブロード・ストリート』との競合を避けるため1985年2月25日に発売が延期され、1月28日には先行シングル『リーヴ・マイ・キトゥン・アローン/オブ・ラ・ディ、オブ・ラ・ダ』が発売予定だったが、メンバーの反対によりお蔵入りにされた。
未発表のアルバムであるため、記事内で使用されている「セッションズ」という邦題は仮称となる。

## 背景
1976年、EMIとビートルズとの契約が切れたので、再契約することとなり、その際EMIはビートルズの楽曲を自由に販売する権利を得た。その結果『ロックン・ロール・ミュージック』や『ラヴ・ソングス』などの編集盤が生まれたのだがファンはビートルズの未発表音源を望んでいた。手始めにEMIは1977年に『ザ・ビートルズ・スーパー・ライヴ!』を発売し、ヒットさせた。だがファンはビートルズのスタジオ・ワークの音源を望んでいた。ファンの噂でさまざまな未発表曲があがり、EMIは、それらの存在を肯定することも否定することもなかったのでファンはいつかリリースされるものだと思われていた。
このような動きの中でEMIはビートルズの未発表音源の調査に乗り出した。そして音源の中でめぼしい10曲ほどをカセットに入れ会議で披露した。このテープの音源は後に『File Under』として海賊版でリリースされた。収録されたのは以下の通り。
- リーヴ・マイ・キトゥン・アローン
- ワン・アフター・909
- イフ・ユーヴ・ガット・トラブル
- クリスマス・タイム
- ザット・ミーンズ・ア・ロット
- カム・アンド・ゲット・イット
- リップ・イット・アップ/シェイク・ラトル・アンド・ロール
- ノット・フェイド・アウェイ/ボ・ディドリー
- ディグ・ア・ポニー

その以前にはゲット・バック・セッションからのオールディーズを集めたアルバム『Look Back』を作るという計画があったが頓挫し、アウトテイクをLP1枚にまとめる努力を続けた。
当初は『レアリティーズ Vol.2』の続編として『Rarities II』という名で出す予定だったが、この計画はEPに規模が縮小され、さらに規模は縮小していき、シングル『リーヴ・マイ・キトゥン・アローン/カム・アンド・ゲット・イット』を販売する予定だったがジョン・レノンが殺害されたことにより中止となった。1982年のクリスマスにも『リーヴ・マイ・キトゥン・アローン』のシングル発売が計画されたが、中止された。
1984年の夏、ジェフ・エメリックにより音源の編集が行われ、8月には最終的なトラックリスト、11月にはアルバム名と先行シングルである「リーヴ・マイ・キトゥン・アローン/オブラディ・オブラダ」の発売が決定したが、ポール・マッカートニーのアルバム、『ヤァ!ブロード・ストリート』の競合を避けるため、1984年11月の発売予定を延期し、1985年2月25日にリリースされる予定だった。
しかし、メンバーが反対したためにアルバムがお蔵入りされた。後にこのアルバムは海賊盤として流通するようになったのだった。

## 収録曲
| #  | タイトル                                                             | 作詞・作曲                                                             | 収録アルバム      | 時間 |
| -- | -------------------------------------------------------------------- | ---------------------------------------------------------------------- | ----------------- | ---- |
| 1. | 「カム・アンド・ゲット・イット」(Come And Get It)                    | ポール・マッカートニー                                                 | 『アンソロジー3』 | 2:30 |
| 2. | 「リーヴ・マイ・キトゥン・アローン」(Leave My Kitten Alone)          | リトル・ウィリー・ジョン タイタス・ターナー ジェームズ・マクドゥーガル | 『アンソロジー1』 | 2:57 |
| 3. | 「ノット・ギルティ」(Not Guilty)                                     | ジョージ・ハリスン                                                     | 『アンソロジー3』 | 3:22 |
| 4. | 「君はいずこへ」(I'm Looking Through You)                            | レノン=マッカートニー                                                  | 『アンソロジー2』 | 2:54 |
| 5. | 「ホワッツ・ザ・ニュー・メリー・ジェーン」(What's the New Mary Jane) | レノン=マッカートニー                                                  | 『アンソロジー3』 | 6:12 |

| #  | タイトル                                                                              | 作詞・作曲                                                                 | 収録アルバム                         | 時間 |
| -- | ------------------------------------------------------------------------------------- | -------------------------------------------------------------------------- | ------------------------------------ | ---- |
| 1. | 「ハウ・ドゥ・ユー・ドゥ・イット」(How Do You Do It?)                                 | ミッチ・マレー                                                             | 『アンソロジー1』                    | 1:57 |
| 2. | 「ベサメ・ムーチョ」(Bésame Mucho)                                                    | サニー・スカイラー/コンスエロ・ベラスケス                                  | 『アンソロジー1』                    | 2:37 |
| 3. | 「ワン・アフター・909」(One After 909)                                                | レノン=マッカートニー                                                      | 『アンソロジー1』                    | 2:56 |
| 4. | 「イフ・ユーヴ・ガット・トラブル」(If You've Got Trouble)                             | レノン=マッカートニー                                                      | 『アンソロジー2』                    | 2:21 |
| 5. | 「ザット・ミーンズ・ア・ロット」(That Means A Lot)                                    | レノン=マッカートニー                                                      | 『アンソロジー2』                    | 2:27 |
| 6. | 「ホワイル・マイ・ギター・ジェントリー・ウィープス」(While My Guitar Gently Weeps)    | ジョージ・ハリスン                                                         | 『アンソロジー3』                    | 3:27 |
| 7. | 「メイルマン・ブリング・ミー・ノー・モア・ブルース」(Mailman, Bring Me No More Blues) | ルース・ロバーツ、ビル・カッツ 、スタンリー・クレイトン                    | 『アンソロジー3』                    | 1:56 |
| 8. | 「クリスマス・タイム」(Christmas Time (Is Here Again))                                | ジョン・レノン、ポール・マッカートニー、ジョージ・ハリスン、リンゴ・スター | シングル『フリー・アズ・ア・バード』 | 2:42 |